# 东巴文

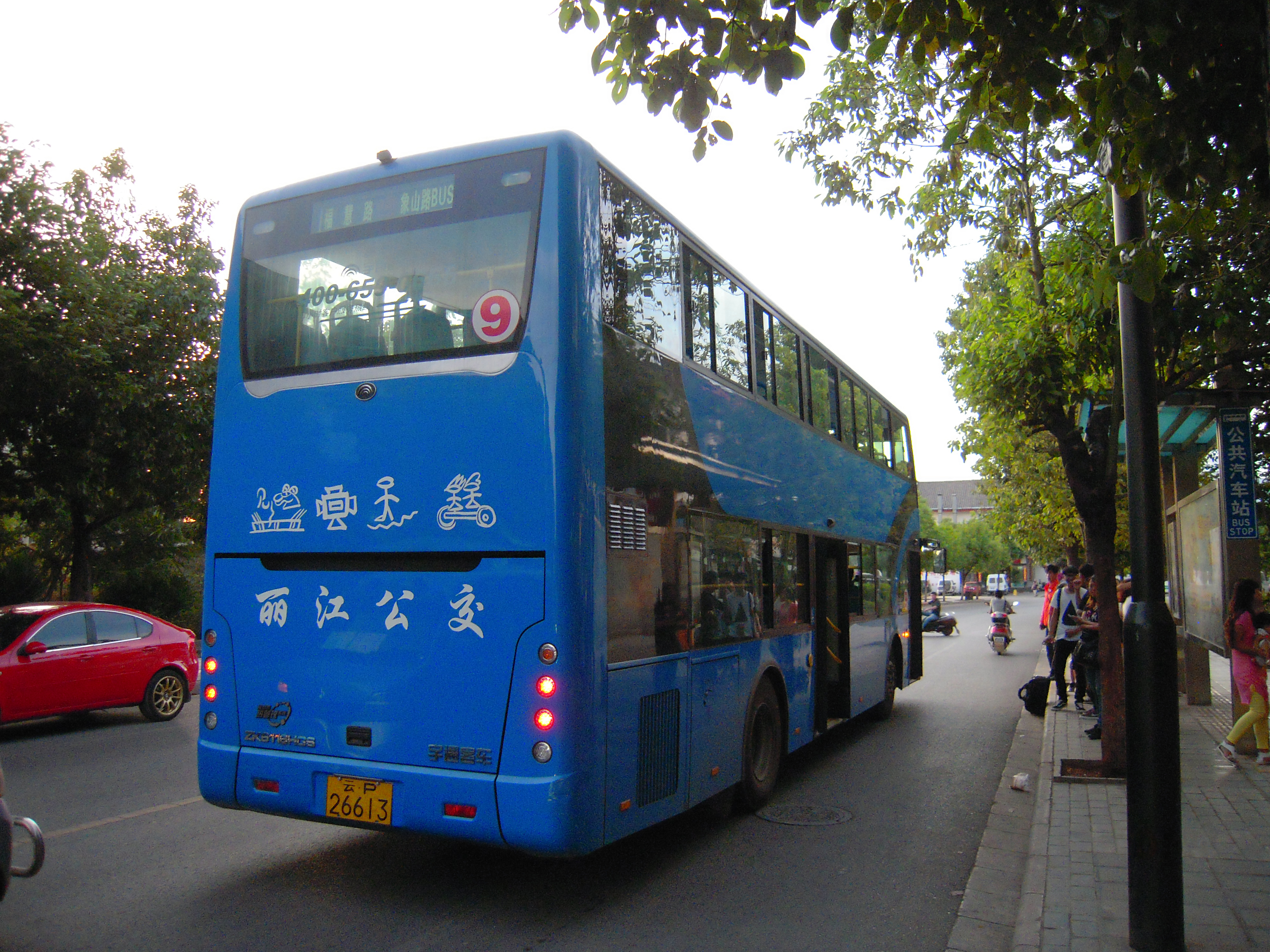
丽江公交上的东巴文标语（位于汉字上方）

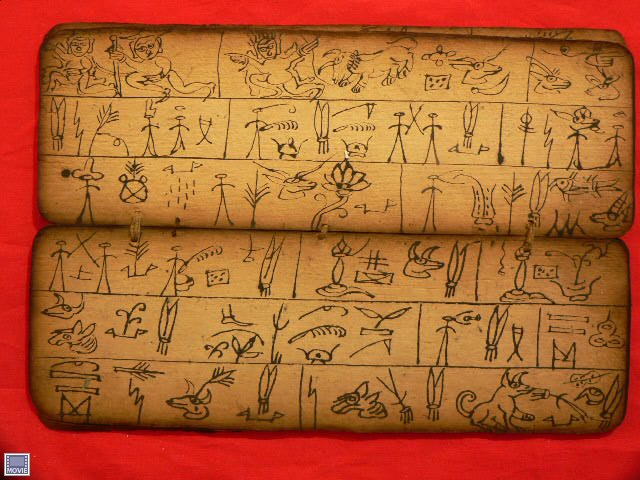
纳西族东巴文古籍

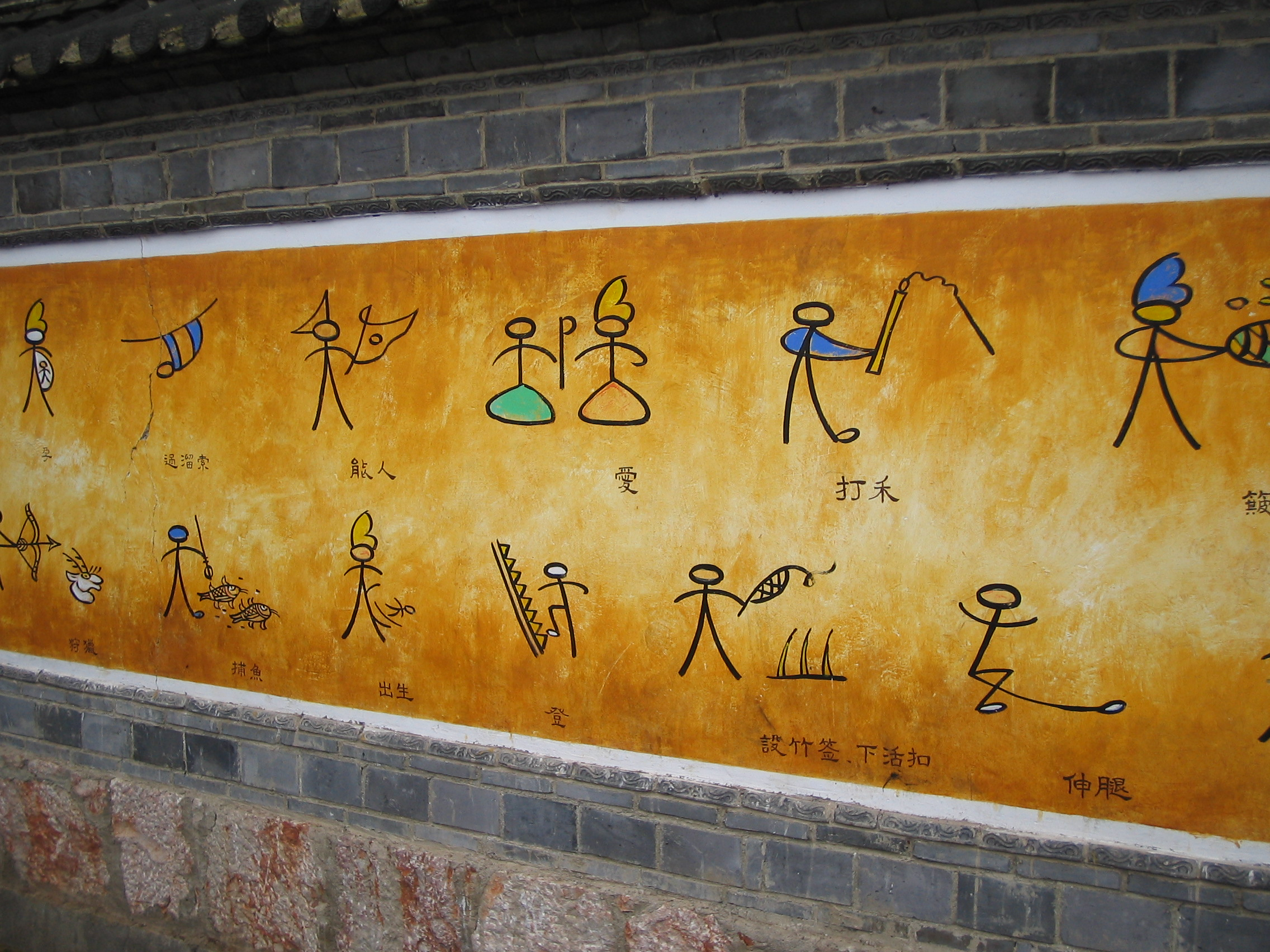
白沙壁畫外的东巴象形文字

東巴文是一种兼备表意和表音成分的图画象形文字。主要是纳西族西部方言区宗教人员（东巴）用于书写宗教经书，即《東巴經》, 偶尔也用于书写宗教以外的其他文献 。在東巴經中，圖畫文字很大程度上只是一個助記系統，一個“字”不表音不能單獨代表納西語言，通常是幾句長長的話或一個故事，巫師據此說史或祈禱等可以長達一整天。故語言學上應該叫語段文字，或圖畫語段文字。

## 演化
清中期东巴文书写的地契已经出现用一个字符的第一个音节假借表示该音节的现象。

## 研究
古時朝廷称納西人為麽些人（Mo-so），1913年法國人巴克（Jacques Bacot）的研究及1939年李霖燦的研究均称東巴文为“麽些象形文字”。2003年，東巴古籍被联合国教科文组织列入世界记忆名录。2005年，丽江市東巴文化研究院开始进行東巴文标准化，系统整理東巴文的书写、语音和语义等。同年，貴州省第二次鄉村旅遊論壇上，清華大學社會學系教授張小軍提出，由於過度商業開發，東巴文正面臨滅絕境地，但保護東巴文的工作仍在進行當中。